# 鄧昌國
鄧昌國（1923年12月16日—1992年3月30日），小提琴家、音樂教育家，曾任國立臺灣藝術專科學校校長、國立臺灣藝術教育館館長、國立音樂研究所所長和臺北市立交響樂團團長。鄧昌國生前提倡音樂教育，對台灣音樂界影響深遠，有「樂壇的時代推手」之稱。

## 生平
1923年出生於福建閩侯，自幼隨父親鄧萃英在北京長大。鄧萃英曾任廈門大學、河北大學校長等職，鼓勵學術研究風氣，同時是臺灣九年國民義務教育的重要推動者。養成鄧昌國的教育環境，而其弟鄧昌黎是著名物理學家，家庭裡雖充斥著前進開放的思想，但練習背誦論語等古籍，卻是他的學習內容之一。11歲時，因迷戀小提琴音色，即開始自修拉奏小提琴。1941年以第一名考進北平師範大學音樂系，主修小提琴，並與江文也學習理論作曲。

### 留學西方
1947年鄧昌國進入比利時布魯塞爾皇家音樂學院就讀，當時因有許多知名大提琴家集中在此，故布魯塞爾皇家音樂學院成為歐洲學習提琴最理想之處，而鄧昌國被分發至比利時作曲家阿爾弗雷德·杜布瓦（Alfred Dubois）門下學習小提琴。杜布瓦引導鄧昌國體悟音樂乃發自於靈魂與心的深處，並增加其音樂知識廣度。杜布瓦去世後，鄧昌國轉至匈牙利提琴家安德烈·蓋特勒門下繼續學習，經大師們指導後的鄧昌國，其琴藝無論在技巧或音樂表現上，皆長足進步，也使他朝向小提琴演奏家之路，走得更穩健踏實。1952年畢業後，到盧森堡國家廣播電臺交響樂團擔任第一小提琴手，隨後到里約熱內盧費南德音樂院教授小提琴。

### 發揚音樂
1957年鄧昌國返臺後，成立國立音樂研究所並擔任所長 ，開始邀集音樂學者研究傳統古樂、發行月刊《音樂之友》，首開國內研究中國音樂之風；鄧昌國為了激發社會大眾喜愛音樂之情，主張音樂應以動態與靜態的形式同時並進，故陸續成立中華實驗國樂團、中國青年管絃樂團 等。1959年擔任國立藝術學校（今國立臺灣藝術大學）校長 ，任期內籌建新的圖書館，大量購買各項藝術專書，介紹最新出版的各國雜誌和理論給學生，還聘請當時因個人開放言論而遭受眾議的許常惠，為臺灣音樂界留下重要人才，並培育馬水龍、陳澄雄、梁銘越等人。且他特別留意並提攜獨具音樂天份的年輕學子，其中最為人津津樂道的是發掘作曲家李泰祥。1960年向中華民國教育部建議擬定《資賦優異學生出國進修辦法》，使得當時諸多如陳必先、林昭亮、胡乃元等人得以在世界各國學習，並有機會展露才華，成為傑出音樂家，對台灣樂壇貢獻斐然。1961年與日本鋼琴家藤田梓結婚。又由於他精通多國外語，故得以發揮所長，協助臺灣從事國際文化藝術交流。1958年擔任國立臺灣藝術教育館館長。1967年擔任臺灣電視公司交響樂團首任指揮，1969年擔任臺北市立交響樂團首任團長。他於1978年擔任中國文化大學藝術學院首任院長及研究所所長，他的教育理念成為文化大學音樂教育的宗旨與發展目標。他提倡在傳統國樂、音樂學及音樂創作間找尋共通處，進而取得平衡點，終而發揚中華音樂。

### 社教倡導
鄧昌國除了提倡音樂教育，更於1973年受中國電視公司邀請擔任副總經理，製作許多音樂節目如「音樂世界」、「音樂之窗」等；也在報章雜誌寫稿、演講，喚起民眾對音樂與藝術活動的重視與喜愛之心；也與好友顧獻樑、張繼高、許常惠等人合組「新樂初奏」、「製樂小集」樂團。1978年兼任中視兒童合唱團團長與音樂指導。1984年退休後定居美國，依然在洛杉磯、舊金山等地組織華人樂隊，引介臺海兩岸的交響樂作品。

### 晚年
1991年經醫生告知罹胰臟癌末期，當下便把生平珍藏的書、樂譜、音樂錄音帶及中國古琴贈予中國文化大學音樂系。1992年病逝於美國，享年69歲。

### 身後
鄧氏過世後，台北市立交響樂團、中華蕭邦音樂基金會等音樂團體多次為其舉辦逝世紀念音樂會。

## 著作
- 《樂苑隨筆》[25]

- 《音樂的語言》[26]
- 《伴我半世紀的那把琴》[27]
- 《音樂影劇論集》

## 外部連結
- 臺灣音樂群像資料庫 鄧昌國[]
- 台灣大百科全書 （页面存档备份，存于）